# Thành Nhất
Thành Nhất là một phường thuộc tỉnh Đắk Lắk, Việt Nam.
Phường có diện tích 1.040 ha, dân số năm 1999 là 8.809 người, mật độ dân số đạt 218 người/km².

## Địa lý
Phường Thành Nhất nằm ở phía tây Thành phố Buôn Ma Thuột, với diện tích 1.040 ha.
Phía đông giáp với phường Thống Nhất, Thành Công
Phía tây giáp với xã Ea Nuôl, huyện Buôn Đôn
Phía Nam giáp các phường Tân Tiến,
Khánh Xuân
Phía Bắc giáp với xã Cư Êbur.

## Lịch sử
Phường Thành Nhất được thành lập từ năm 1997 (tách ra từ phường Thống Nhất).

## Hành chính
Phường được chia thành 7 tổ dân phố, 8 khối và 01 buôn gồm 84 tổ liên gia với 2.952 hộ với 13.330 khẩu: trong đó nam là 6.798 khẩu, nữ có 6.532 khẩu, gồm 7 dân tộc cùng chung sống. Trong đó người dân tộc thiểu số tại chỗ gồm 452 hộ, 3.252 nhân khẩu. Nhân dân theo tôn giáo 735 hộ, 4.151 khẩu: trong đó phật giáo 264 hộ, 1.321 khẩu; thiên chúa giáo 178 hộ, 1.068 khẩu; tin lành 293 hộ, 1.762 khẩu.

## Hạ tầng
Trên địa bàn phường có 02 chợ là nơi tập trung mua bán của nhân dân đó là chợ Thành Nhất tại địa bàn tổ dân phố 6 và chợ Phan Đình Phùng tại địa bàn Tổ dân phố 1 với hơn 400 hộ kinh doanh buôn bán. Hơn 75% dân số trên địa bàn phường làm nghề nông, kinh doanh thương mại dịch vụ và công nghiệp chiếm khoảng 25% dân số. Trường mầm non Thành Nhất có 03 Phân Hiệu (Phân Hiệu Tổ dân phố 1, Tổ dân phố 6 và Buôn Ky). Trường mầm non Hoa Việt Nguyên, Trường Tiểu học có Trường Tiểu học Hoàng Hoa Thám, địa chỉ: 05 Nguyễn Thị Định, Tiểu Học Triệu Thị Trinh Địa chỉ: Buôn Ky. Trường THCS Thành Nhất. Trường Trung cấp nghề Việt Mỹ, Trường Thiếu Sinh Quân (Bộ Quốc Phòng) Bệnh Viện Tâm Thần, Bệnh Viện Lao và Phổi, Trung Tâm Bảo Trợ xã Hội cho người Tâm Thần, Nhà máy xử lý nước thải, Công ty Truyền Tải Điện Buôn Kuốp, Siêu Thị Big C.Bãi Đậu xe Thái Hòa. Bãi Đậu xe Vương Thành. Chùa Phổ Đà